# Карасук (река)
Карасу́к — река в Новосибирской области России. Теряется в болотах бессточного Обь-Иртышского междуречья.

## Этимология
Гидроним Карасук образован от тюркских корней сук (архаичная форма су) — «вода, река» и кара — «чёрный, прозрачный». Карасук — тип немноговодной реки, питающейся выходами грунтовых вод.

## Описание
Длина реки — 531 километр, площадь бассейна — 11,3 тыс. км². Высота истока — 190 м над уровнем моря.
На реке расположены сёла Кочки, Черновка, Решёты, Букреево Плесо, Чернаки, Майское, Мохнатый лог, Гербаево, Петропавловка и т. д., а также рабочий посёлок Краснозёрское и город Карасук.

### Исток
26 марта 2007 года губернатором Новосибирской области подписано постановление о придании статуса особо охраняемой территории окрестностям истока реки Карасук. Этот исток находится в лесостепном ландшафте среди берёзово-осиновых колков, лугов и болот, частично заросших кустарниками. Они служат регулятором сложившихся гидрологических условий. Данный памятник природы является экосистемой исключительного средообразующего значения и выполняет важную водоохранную функцию.